# The Pinnacle (Гуанчжоу)
The Pinnacle (кит. 广晟国际大厦, рус. Вершина) — небоскрёб, расположенный в городе Гуанчжоу, Китай. Строительство офисного здания высотой 360 метров было начато в 2008 году и закончено в 2012 году. По состоянию на 2015 год является 27-м по высоте зданием в Азии и 35-м по высоте в мире.